# Kunstjahr 1758
Liste der Kunstjahre

1757 | Kunstjahr 1758 | 1759 | 1760 | 1761 | 1762 | ► | ►►

Weitere Ereignisse
Dieser Artikel behandelt das Kunstjahr 1758.

## Ereignisse

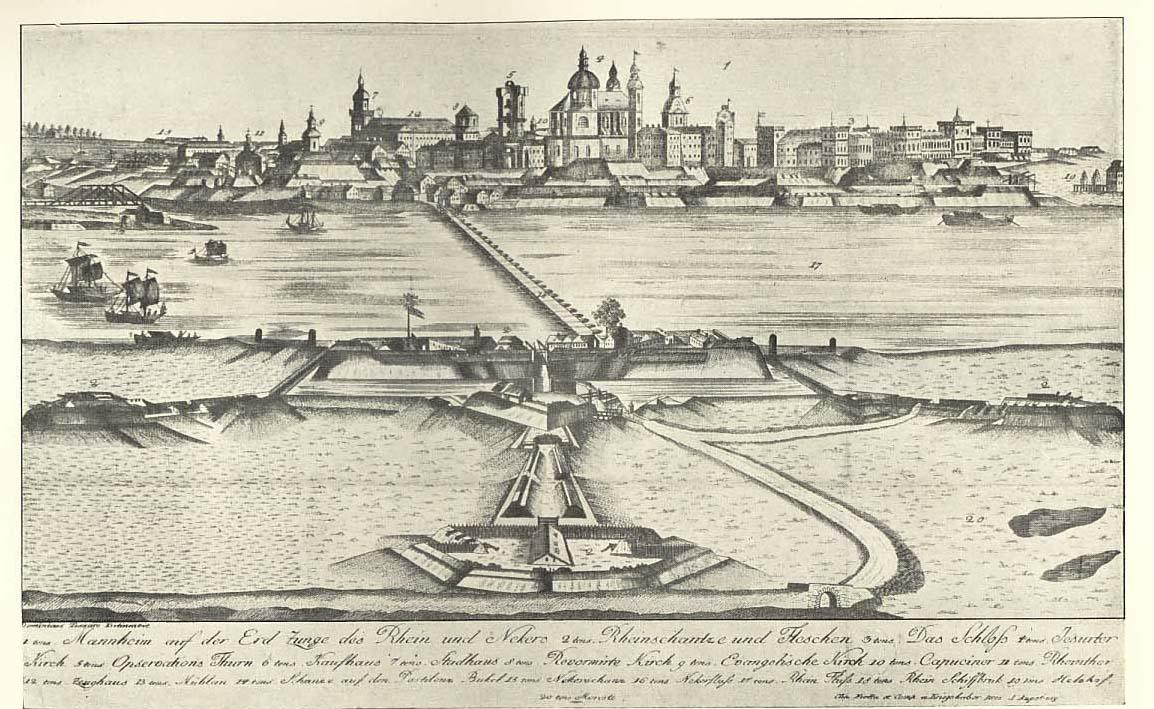
Mannheimer Schloss um 1750

- Kurfürst Carl Theodor von der Pfalz gründet im Mannheimer Schloss ein Kupferstich- und Zeichnungskabinett, aus dem sich die Staatliche Graphische Sammlung in München entwickeln wird.

## Geboren

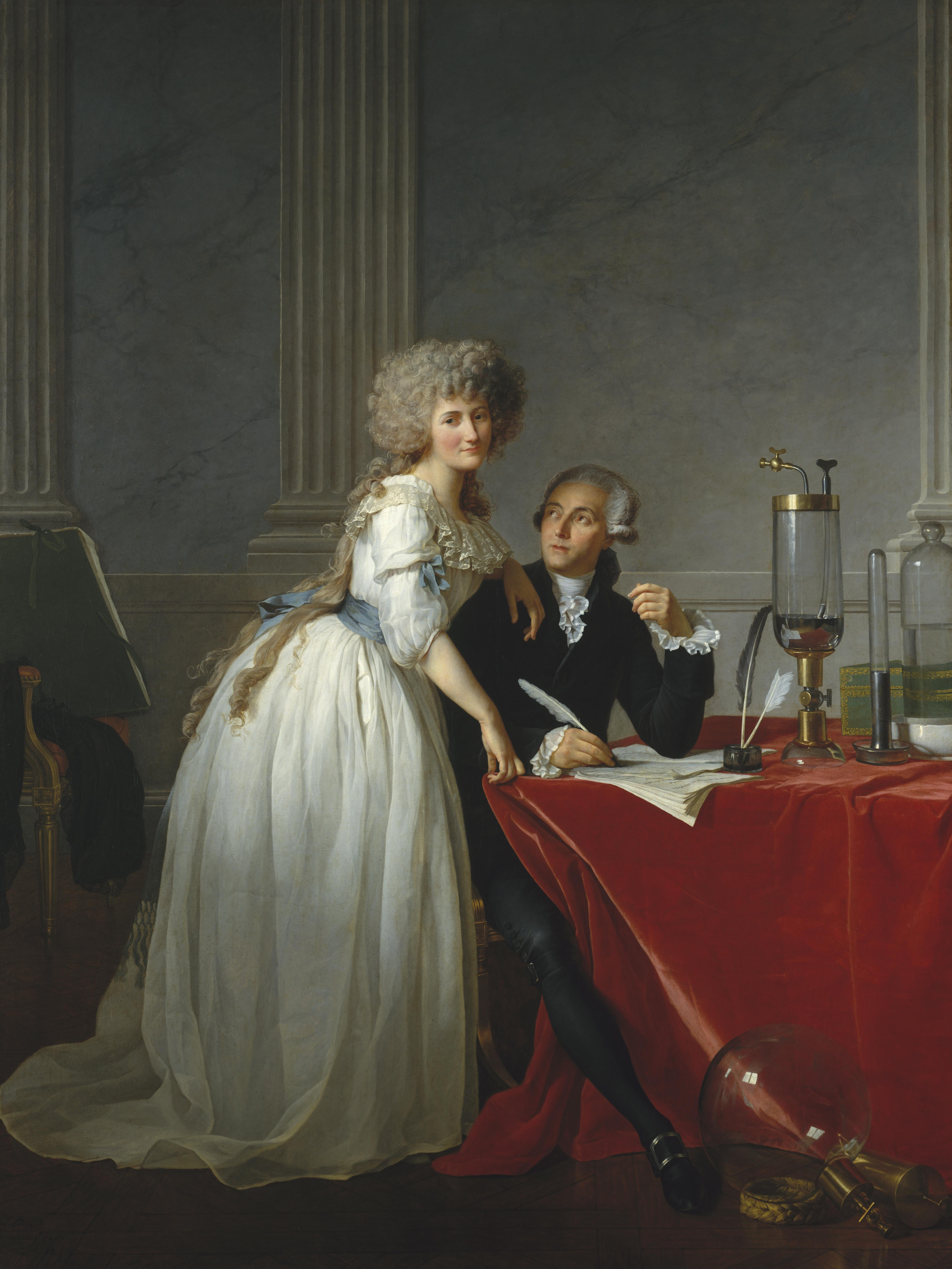
Marie Lavoisier und ihr Mann, Portrait von Jacques-Louis David

- 20. Januar: Marie Lavoisier, französische Chemikerin, Illustratorin und Salonnière († 1836)
- 22. Januar: Andrea Amoretti, italienischer Kupferstecher und Drucker († 1807)
- 04. April: Pierre Paul Prud’hon, französischer Maler († 1823)
- 08. April: Peter Joseph Krahe, deutscher Architekt des Frühklassizismus († 1840)
- 05. August: Maria Anna Moser, österreichische Malerin († 1838)
- 14. August: Antoine Charles Horace Vernet, französischer Maler († 1836)
- 16. Oktober: Johann Heinrich Dannecker, deutscher Bildhauer († 1841)
- 31. Dezember: Johann Heinrich Bleuler, Schweizer Maler und Kupferstecher († 1823)

- Moritz Kellerhoven, deutscher Porträtmaler und Radierer († 1830)

## Gestorben
- 02. März: Johann Baptist Zimmermann, deutscher Maler und Stuckateur (* 1680)
- 19. Mai: George Werner, deutscher Architekt und Baumeister (* 1682)
- 27. Juni: Michelangelo Unterberger, Südtiroler Maler (* 1695)
- 24. August: Bartolomeo Nazari, italienischer Maler (* 1699)
- 12. September: Melchior Buchner, deutscher Maler und Stuckateur (* 1695)
- 13. September: Conrad Mannlich, deutscher Maler (* 1700)
- 05. Oktober: Jakob Grubenmann, Schweizer Baumeister (* 1694)

- Elizabeth Blackwell, schottische Zeichnerin, Kupferstecherin und Illustratorin (* um 1700)
- Domenico Francia, italienischer Maler (* 1702)